# Ministre de l'Énergie et des Ressources naturelles
Le ministre de l'Énergie et des Ressources naturelles (anglais : Minister of Natural Resources) est le ministre responsable des politiques en matière de ressources naturelles, énergie, mines, forêts et cartographie. Il est à la tête de Ressources naturelles Canada.
Le titre et le portefeuille du ministre ont évolué dans le temps :
- ministre des Mines (1907-1936) ;
- ministre des Mines et des Ressources (1936-1950) ;
- ministre des Mines et des Relevés techniques (1950-1966) et ministre des Ressources et du Développement (1950-1953) puis ministre du Nord canadien et des Ressources nationales (1953-1966) ;
- ministre de l'Énergie, des Mines et des Ressources (1966-1995) ;
- ministre des Ressources naturelles (1995-2023) ;
- ministre de l'Énergie et des Ressources naturelles (depuis 2023)[2].

## Liste des titulaires
Depuis le 26 juillet 2023 le ministre des Ressources naturelles porte le titre de ministre de l'Énergie et des Ressources naturelles. 
| Titulaire Parti                                    | Titulaire Parti                                    | Début                                              | Fin                                                | Cabinet           |
| -------------------------------------------------- | -------------------------------------------------- | -------------------------------------------------- | -------------------------------------------------- | ----------------- |
| Ministre de l'Énergie, des Mines et des Ressources | Ministre de l'Énergie, des Mines et des Ressources | Ministre de l'Énergie, des Mines et des Ressources | Ministre de l'Énergie, des Mines et des Ressources | 19e (Pearson)     |
|                                                    | Jean-Luc Pépin Libéral                             | 1er octobre 1966                                   | 20 avril 1968                                      | 19e (Pearson)     |
| 20 avril 1968                                      | Jean-Luc Pépin Libéral                             | 5 juillet 1968                                     | 20e (P. Trudeau)                                   |                   |
|                                                    | John James Greene Libéral                          | 6 juillet 1968                                     | 20e (P. Trudeau)                                   | 27 janvier 1972   |
|                                                    | Donald Macdonald Libéral                           | 28 janvier 1972                                    | 20e (P. Trudeau)                                   | 25 septembre 1975 |
|                                                    | Alastair Gillespie Libéral                         | 26 septembre 1975                                  | 20e (P. Trudeau)                                   | 3 juin 1979       |
|                                                    | Ray Hnatyshyn Progressiste-conservateur            | 4 juin 1979                                        | 2 mars 1980                                        | 21e (Clark)       |
|                                                    | Marc Lalonde Libéral                               | 3 mars 1980                                        | 9 septembre 1982                                   | 22e (P. Trudeau)  |
|                                                    | Jean Chrétien Libéral                              | 10 septembre 1982                                  | 29 juin 1984                                       | 22e (P. Trudeau)  |
|                                                    | Gerald Regan Libéral                               | 30 juin 1984                                       | 16 septembre 1984                                  | 23e (Turner)      |
|                                                    | Pat Carney Progressiste-conservateur               | 17 septembre 1984                                  | 29 juin 1986                                       | 24e (Mulroney)    |
|                                                    | Marcel Masse Progressiste-conservateur             | 30 juin 1986                                       | 29 janvier 1989                                    | 24e (Mulroney)    |
|                                                    | Jake Epp Progressiste-conservateur                 | 30 janvier 1989                                    | 3 janvier 1993                                     | 24e (Mulroney)    |
|                                                    | Bill McKnight Progressiste-conservateur            | 4 janvier 1993                                     | 24 juin 1993                                       | 24e (Mulroney)    |
|                                                    | Bobbie Sparrow Progressiste-conservateur           | 25 juin 1993                                       | 3 novembre 1993                                    | 25e (Campbell)    |
|                                                    | Anne McLellan Libéral                              | 4 novembre 1993                                    | 11 janvier 1995                                    | 26e (Chrétien)    |
| Ministre des Ressources naturelles                 | Ministre des Ressources naturelles                 | Ministre des Ressources naturelles                 | Ministre des Ressources naturelles                 | 26e (Chrétien)    |
|                                                    | Anne McLellan Libéral                              | 12 janvier 1995                                    | 10 juin 1997                                       | 26e (Chrétien)    |
|                                                    | Ralph Goodale Libéral                              | 11 juin 1997                                       | 14 janvier 2002                                    | 26e (Chrétien)    |
|                                                    | Herb Dhaliwal Libéral                              | 15 janvier 2002                                    | 11 décembre 2003                                   | 26e (Chrétien)    |
|                                                    | John Efford Libéral                                | 12 décembre 2003                                   | 25 septembre 2005                                  | 27e (Martin)      |
|                                                    | John McCallum Libéral                              | 26 septembre 2005                                  | 3 février 2006                                     | 27e (Martin)      |
|                                                    | Gary Lunn Conservateur                             | 3 février 2006                                     | 30 octobre 2008                                    | 28e (Harper)      |
|                                                    | Lisa Raitt Conservateur                            | 30 octobre 2008                                    | 19 janvier 2010                                    | 28e (Harper)      |
|                                                    | Christian Paradis Conservateur                     | 19 janvier 2010                                    | 18 mai 2011                                        | 28e (Harper)      |
|                                                    | Joe Oliver Conservateur                            | 18 mai 2011                                        | 19 mars 2014                                       | 28e (Harper)      |
|                                                    | Greg Rickford Conservateur                         | 19 mars 2014                                       | 4 novembre 2015                                    | 28e (Harper)      |
|                                                    | Jim Carr Libéral                                   | 11 novembre 2015                                   | 17 juillet 2018                                    | 29e (J. Trudeau)  |
|                                                    | Amarjeet Sohi Libéral                              | 18 juillet 2018                                    | 20 novembre 2019                                   | 29e (J. Trudeau)  |
|                                                    | Seamus O'Regan Libéral                             | 20 novembre 2019                                   | 26 octobre 2021                                    | 29e (J. Trudeau)  |
|                                                    | Jonathan Wilkinson Libéral                         | 26 octobre 2021                                    | 25 juillet 2023                                    | 29e (J. Trudeau)  |
| Ministre de l'Énergie et des Ressources naturelles |                                                    |                                                    |                                                    | 29e (J. Trudeau)  |
|                                                    | Jonathan Wilkinson Libéral                         | 26 juillet 2023                                    | 14 mars 2025                                       | 29e (J. Trudeau)  |
| 14 mars 2025                                       | Jonathan Wilkinson Libéral                         | 12 mai 2025                                        | 30e (Carney)                                       |                   |
|                                                    | Tim Hodgson Libéral                                | 13 mai 2025                                        | 30e (Carney)                                       | En fonction       |

## Anciens postes

### Ministres des Mines et des Ressources (1936-1950)
| Titulaire Parti                       | Titulaire Parti                       | Début                                 | Fin                                   | Cabinet              |
| ------------------------------------- | ------------------------------------- | ------------------------------------- | ------------------------------------- | -------------------- |
| Ministres des Mines et des Ressources | Ministres des Mines et des Ressources | Ministres des Mines et des Ressources | Ministres des Mines et des Ressources | 16e (Mackenzie King) |
|                                       | Thomas Alexander Crerar Libéral       | 1er décembre 1936                     | 17 avril 1945                         | 16e (Mackenzie King) |
|                                       | James Allison Glen Libéral            | 18 avril 1945                         | 10 juin 1948                          | 16e (Mackenzie King) |
|                                       | James Angus MacKinnon Libéral         | 10 juin 1948                          | 15 novembre 1948                      | 16e (Mackenzie King) |
|                                       | James Angus MacKinnon Libéral         | 15 novembre 1948                      | 31 mars 1949                          | 17e (St. Laurent)    |
|                                       | Colin William George Gibson Libéral   | 1er avril 1949                        | 17 janvier 1950                       | 17e (St. Laurent)    |